# Metamysidopsis swifti
Metamysidopsis swifti är en kräftdjursart som beskrevs av Mihai Bacescu 1969. Metamysidopsis swifti ingår i släktet Metamysidopsis och familjen Mysidae. Inga underarter finns listade i Catalogue of Life.